# École normale supérieure de Lyon
École normale supérieure de Lyon (ENS Lyon) är en fransk grande école belägen i staden Lyon. Det är en av de fyra prestigefyllda écoles normales supérieures i Frankrike. Skolan består av två akademiska enheter - konst och vetenskap - med campus i Lyon, nära sammanflödet av floderna Rhône och Saône.

## Kända professorer
- Tan Lei, kinesisk matematiker som specialiserade sig på komplex dynamik inom dynamiska system och komplex analys

## Kända akademiker
- Ole Petter Ottersen, norsk läkare och hjärnforskare